# Justus Gottfried Gunz
Pour les articles homonymes, voir Gunz (homonymie).
Justus Gottfried Gunz, né le 1er mars 1714 à Königstein et mort le 23 juin 1754 à Dresde, est un médecin et anatomiste saxon. 

## Biographie
Fils d'un prédicateur vivant à Königstein en Saxe qui lui sert de maître jusqu'à ses 15 ans, après le lycée de Görlitz, il étudie la médecine (1732) à l'Université de Leipzig dont il obtient son doctorat en 1738. 
Professeur d'anatomie et de chirurgie à Leipzig dès 1739, il est connu pour ses études opératoires sur la taille, les hernies, les vaisseaux lymphatiques et, entre autres, les abcès des sinus maxillaires. 
Il tenait un cabinet anatomiques composé de plus de 2 000 pièces. 
Membre de l'Académie des sciences (France) (1744), il est élu en 1750 à l'Académie royale des sciences de Suède. En 1751, il devient le médecin personnel d'Auguste III.

## Publications
- De mammarum fabrica et lactis secretione, 1734
- De auctore operis de re medica, vulgo Plinio Valeriano adscripti, 1736
- Daduchiae in sacris Aesculapii, 1737
- De vena cava, vena umbilicale et anastomose harum venarum in hepate, 1738
- De oscitatione, 1738
- De libello Hippocratis, qui agit de dissectione, 1738
- De puris ex pectore in bronchia derivatione, 1738
- Nova sententia de respiratione, 1739
- Observationum chirurgicarum de calculum curandi viis, quas Foubert, Garengeot, Pechet, Ledran et Lecat chirurgi galli reperunt, Leipzig, 1740
- De commodo parturientium situ, 1742
- De arteria maxillari interna, 1743
- Observationes medico-chirurgicae de herniis, 1744
- Hippocratis Coi de humoribus purgandis liber et de diaeta acutorum libri III, Leipzig, 1745 (exemplaire révisé et augmenté du recueil publié par Pierre Girardet à Paris en 1631)
- De sanguinis motu per durioris cerebri membranae sinus, 1747
- De staphylomate, 1747
- Observationes anatomico-physiologicae circa hepar, 1748
- De maxillae articulo et motu, 1748
- De entero-epiplocele, 1748
- De cerebro observationes anatomicae, 1750
- De suffosionis natura et curatione, 1750
- De utero et naturalibus feminarum partibus, 1753
- De lapillis glandulae pineralis in quinque mente alienatis, 1753
- Ad ozaenam maxillarem et dentium ulcus, 1753